# Oliver Bjorkstrand
Oliver Bjorkstrand (* 10. dubna 1995 v Herningu, Dánsko) je dánský hokejový útočník, který nastupuje za klub Seattle Kraken v severoamerické lize NHL.

## Reprezentace
Jeho otec Todd Olivera i jeho bratra Patricka zařadil do nominace reprezentace do 20 let na mistrovství světa juniorů 2012 v Kanadě, kde skončilo mužstvo na posledním desátem místě a sestoupilo. Ve stejném roce si Oliver zahrál i na mistrovství světa do 18 let v Česku, rovněž zde Dánové skončili poslední a sestoupili.
Za reprezentaci do 20 let absolvoval v rámci 1. divize skupiny A šampionáty 2013 ve Francii (3. místo) a 2014 v Polsku (1. místo a postup). Na mistrovství světa juniorů 2015 v Kanadě byl nejproduktivnějším hráčem mužstva, které vybojovalo historicky poprvé účast ve čtvrtfinále turnaje (8. místo).
Byl v dresu dospělého národního týmu účastníkem mistrovství světa 2015 v Česku (14. místo) i šampionátu 2018, který Dáni hráli na svém ledě (10. místo).
Svůj premiérový gól na MS vstřelil 9.5.2018 v rodném Herningu do sítě Finska, Dánové zvítězili 3:2.

### Reprezentační statistiky
| 2012 | Dánsko 20 | MS 20    | 6 | 2 | 0 | 2 | 0 |
| 2012 | Dánsko 18 | MS 18    | 6 | 4 | 3 | 7 | 0 |
| 2013 | Dánsko 20 | MS 20-1A | 5 | 5 | 3 | 8 | 2 |
| 2014 | Dánsko 20 | MS 20-1A | 5 | 4 | 2 | 6 | 2 |
| 2015 | Dánsko 20 | MS 20    | 5 | 4 | 1 | 5 | 2 |
| 2015 | Dánsko    | MS       | 3 | 0 | 0 | 0 | 2 |
| 2018 | Dánsko    | MS       | 7 | 1 | 2 | 3 | 0 |

## Kariéra
Začínal v klubu Herning IK, ze kterého přestoupil v sezoně 2011/12 do Herning Blue Fox, klubu hrajícího dánskou nejvyšší soutěž, který navíc v té době vedl Oliverův otec a působil v něm i bratr. Hned v premiérové sezoně slavil mistrovský titul, zároveň byl vyhlášen nejlepším hráčem finále a nejlepším nováčkem soutěže.
V roce 2012 byl draftován klubem NHL Columbus Blue Jackets. V létě se rozhodl pro přesun do Severní Ameriky, konkrétně do týmu Portland Winterhawks, hrajícímu juniorskou WHL. V ročníku 2012/13 vyhrál s mužstvem ligový titul a sám byl vybrán do utkání hvězd hlavních kanadských juniorských soutěží. V rámci nováčků WHL byl nejlepším střelcem i nejproduktivnějším hráčem. O sezonu později byl zařazen do All star týmu ligy a byl rovněž v rámci play off nejlepším střelcem i nejproduktivnějším hráčem. Zazářil i ve své třetí a poslední sezoně v soutěži, kdy vstřelil nejvíce branek, byl nejúspěšnějším v kategorii +/-, opět byl zařazen do All star týmu a zároveň obdržel Bob Clarke Trophy (nejproduktivnější hráč) a Four Broncos Memorial Trophy (nejlepší hráč).
Ročník 2015/16 znamenal pro hráče premiéru v NHL v dresu Columbusu. Většinu sezony ale strávil na farmě v Lake Erie Monsters (AHL). S tímto klubem vybojoval Calderův pohár pro vítěze ligy. Sám vstřelil rozhodující branku finálové série a obdržel Jack A. Butterfield Trophy pro nejlepšího hráče play off. Se třemi brankami v prodloužení v rámci jednoho play off je rekordmanem AHL, s šesti vítěznými brankami drží rekord s dalšími dvěma hráči.

## Klubové statistiky
- Debut v NHL – 17. března 2016 (COLUMBUS BLUE JACKETS – Detroit Red Wings)
- První dva góly (a současně body ve druhém zápase) v NHL – 19. března 2016 (COLUMBUS BLUE JACKETS – New Jersey Devils)[7]

| Sezona      | Klub                  | Soutěž      | Základní část | Základní část | Základní část | Základní část | Základní část | Play off | Play off | Play off | Play off | Play off |
| Sezona      | Klub                  | Soutěž      | Z             | G             | A             | B             | TM            | Z        | G        | A        | B        | TM       |
| ----------- | --------------------- | ----------- | ------------- | ------------- | ------------- | ------------- | ------------- | -------- | -------- | -------- | -------- | -------- |
| 2011/12     | Herning Blue Fox      | DEN         | 36            | 13            | 13            | 26            | 10            | 10       | 1        | 2        | 3        | 4        |
| 2012/13     | Portland Winterhawks  | WHL         | 65            | 31            | 32            | 63            | 10            | 21       | 8        | 11       | 19       | 4        |
| 2013/14     | Portland Winterhawks  | WHL         | 69            | 50            | 59            | 109           | 36            | 21       | 16       | 17       | 33       | 8        |
| 2014/15     | Portland Winterhawks  | WHL         | 59            | 63            | 55            | 118           | 35            | 17       | 13       | 12       | 25       | 10       |
| 2015/16     | Columbus Blue Jackets | NHL         | 12            | 4             | 4             | 8             | 0             | —        | —        | —        | —        | —        |
| 2015/16     | Lake Erie Monsters    | AHL         | 51            | 17            | 12            | 29            | 10            | 17       | 10       | 6        | 16       | 2        |
| 2016/17     | Columbus Blue Jackets | NHL         | 26            | 6             | 7             | 13            | 6             | 5        | 0        | 1        | 1        | 0        |
| 2016/17     | Cleveland Monsters    | AHL         | 37            | 14            | 12            | 26            | 10            | —        | —        | —        | —        | —        |
| 2017/18     | Columbus Blue Jackets | NHL         | 82            | 11            | 29            | 40            | 9             | 6        | 1        | 2        | 3        | 0        |
| 2018/19     | Columbus Blue Jackets | NHL         | 77            | 23            | 13            | 36            | 8             | 10       | 2        | 3        | 5        | 0        |
| 2019/20     | Columbus Blue Jackets | NHL         | 49            | 21            | 15            | 36            | 12            | 10       | 3        | 0        | 3        | 0        |
| 2020/21     | Columbus Blue Jackets | NHL         | 56            | 18            | 26            | 44            | 23            | —        | —        | —        | —        | —        |
| 2021/22     | Columbus Blue Jackets | NHL         | 80            | 28            | 29            | 57            | 16            | —        | —        | —        | —        | —        |
| 2022/23     | Seattle Kraken        | NHL         | 81            | 20            | 25            | 45            | 16            | 14       | 4        | 4        | 8        | 0        |
| 2023/24     | Seattle Kraken        | NHL         | 82            | 20            | 39            | 59            | 12            | —        | —        | —        | —        | —        |
| NHL celkově | NHL celkově           | NHL celkově | 545           | 151           | 187           | 338           | 102           | 45       | 10       | 10       | 20       | 0        |

## Původ
Je synem bývalého amerického hokejisty Todda, který od roku 1988 působil v dánském Herlingu, napřed jako hráč a poté jako trenér. Oliver i jeho bratr Patrick jsou místní rodáci a odchovanci místního hokeje. Přestože oba vlastní i americké občanství, reprezentují Dánsko. Patrick momentálně nastupuje za EC Villacher SV v rakouské lize.